# حنا عبود
حنا عبود أديب وناقد ومترجم وميثوغرافي، ولد في قرية القلاطية التابعة لمدينة تلكلخ في محافظة حمص في العام 1937. تلقى تعليمه في حمص وتخرج من جامعة دمشق حاملاً الإجازة في اللغة العربية وآدابها، وعمل مدرساً، إضافة إلى عمله في تحرير مجلة “الآداب الأجنبية” ومجلة”الموقف الأدبي” الصادرتين عن اتحاد الكتاب العرب بدمشق. وهو عضو جمعية النقد الأدبي في اتحاد الكتاب العرب. ويعتبر من نقاد الشعر في النصف الثاني من القرن العشرين. وله مؤلفات عديدة في نقد الفكر الفلسفي والسياسي والاقتصاد الأدبي، وترجمة النقد ونظرية الأدب.
هو مؤلف وناقد أدبي ومترجم، متفرغ للتأليف والترجمة، صدر له في التأليف 14 كتابا تناولت المسرح والشعر والنظرية الأدبية ومنها (علم الاقتصاد الأدبي، والقصيدة والجسد، ومن حديث الفاجعة). وصدر له في الترجمة الأدبية، 25 كتابا عالجت آداب الأمم العالمية وأساطيرها ومنها: النبوية في الأدب، وأركان الرواية والكوميديا الإلهية. وصدر له في الترجمات الفلسفية والاجتماعية والسياسية 16 كتابا تبحث في الاشتراكية الخيالية والمادية التاريخية وصراع الأفكار ومنها: موجز تاريخ الفلسفة والعائلة المقدسة والعلوم الاجتماعية. حاضر وشارك في العديد من الندوات والمؤتمرات الأدبية والفكرية في سورية ولبنان وتونس وليبيا والسعودية والإمارات العربية ويوغوسلافيا.

## حياته
قضى طفولته في الميتم الأرثوذكسي بحمص بعد وفاة والديه وهو ابن الخامسة حيث أمضي ثمان سنوات في الميتم كان لها الأثر الكبير في تكوين شخصيته الأدبية وتعلمه للموسيقى وتعمقه في القراءة والأدب. وقد كتب القصيدة الغزلية وهو في المرحلة الإعدادية وبقي أكثر من ثلاث سنوات وهو يكتب الشعر. وكان أول من حاز على الشهادة الثانوية في قريته المتواضعة.
تلقى علومه في حمص وتخرج من جامعة دمشق حاملا إجازة في اللغة العربية، وعمل مدرسا. وكان مشغولا بفكره النقدي الأدبي كثيرا. ومارس حنا عبود مهنة التدريس بعد تخرجه من الجامعة حتى عام 1989، وأعتبرها واجبا وطنيا إلى أن أبعدته قليلا عن مشروعه الأدبي النقدي. نال عدة جوائز منها جائزة اتحاد الكتاب العرب التقديرية في النقد الأدبي.

## أعماله
من أبرز مؤلفاته:
المدرسة الواقعية في النقد العربي الحديث -دراسة- دمشق 1978
مسرح الدوائر المغلقة -دراسة- دمشق 1978
النزوحات الكبرى وأثرها في الأدب العربي -دمشق 1979
واقعية ما بعد الحرب -دراسة- دمشق 1980
تفاحة آدم -دراسة في أدب لورنس- بيروت 1980
النحل البري والعسل المر -دراسة في الشعر السوري المعاصر -دمشق 1982
العلوم الاجتماعية -ترجمة- دمشق 1981
صراع الأفكار في العصر الحديث -ترجمة- دمشق 1981
موجز تاريخ الفلسفة -ترجمة- بيروت 1971
القصيدة والجسد -دراسة- دمشق 1988
الحداثة عبر التاريخ -دراسة- دمشق 1989
فصول من الاقتصاد الأدبي – دراسة – دمشق1997
إضافة إلى عدد كبير من الكتب التي ترجمها في النقد الأدبي والفلسفة والتاريخ، والأداب.
ومن مؤلفاته أيضا:
| اسم الكتاب               | تفاصيل الكتاب |
| ------------------------ | --- |
| موسوعة الأساطير العالمية | يوجد في مكتبتنا العربية موسوعات عن الطب والهندسة والصيدلة... الخ ولكن لا توجد موسوعات تضم الأساطير العالمية، هناك معاجم للأساطير البابلية أو الفينيقية أو المصرية لكن لا يوجد حسب علمنا أي موسوعة تضم كل أساطير العالم وقد تجنبت في هذه الموسوعة بقدر الإمكان الحياد والموضوعية، وهناك أساطير ظلمت لعدة أسباب كالأساطير الأقيوناسية والأساطير العربية وكان التوسع في الأساطير اليونانية والرومانية لوجود المراجع والمصادر بكثرة ومع ذلك حاولنا عرض هذه الأساطير عرضا موجزا مختارين منها المظاهر التي شاعت في الادب وبالأخص في الشعر الإنكليزي. وبهذه المناسبة أعترف بان موسوعة (بولفينش) كانت غنية في ربط الأساطير بالأدب وبالشعر الإنكليزي بالدرجة الاولى، أما الأساطير الشرقية فقليلة مصادرها ومراجعها بسبب الحروب بين الإمبراطوريات القديمة، ولم يظهر اهتمام من علماء الغرب بالأساطير كما في الأدب، فالمستشرقون تحدثوا عن الأدب العربي مطولا لكن حديثهم عن الأساطير العربية كانت قليلة، وفي الموسوعة التي أصدرتها جميع الآلهة والأساطير السورية موجودة فيها مثل (حاداد أو آداد – وبعل - وبعل شميم – وتموز – وأدونيس – وعشتروت ... الخ). الكتاب من طباعة ونشر دار الحوار للنشر والتوزيع 20018. |
| الميثولوجيا العالمية     | هذا الكتاب يحاول تقديم معظم أنواع الميثولوجيا العالمية، وتوضيح الروابط بينها، بل انه يؤكد أنها جميعا تنطلق من مشكاة واحدة لمعرفة الوقف النفسي من ظواهر الكون والحياة. أنّ هذا الكتاب يشمل أساطير إفريقيا وآسيا والأميركتين واوقيانوسيا وأوروبا والميثولوجيا اليونانية والمصرية والفراتية وميثولوجيا الهند ويبسط المعلومات ويحللها للشاعر والأديب والباحث والقارئ العادي.يصف الباحث المؤلف ميثولوجيا الازتيك (وهو اسم يطلق على شعوب إقليم وسط المكسيك والازتيك وتعني الأرض البيضاء) بأنها ميثولوجيا الأضاحي والانتظار أو الميثولوجيا القاتلة، ينطلق هذا من اهتمامهم بالتقويم الشمسي فحتى تكتمل مدة الشمس الخامسة لا بد من الأضاحي البشرية للحفاظ على دورة المطر وهم يختلفون عن غيرهم في مسألة الأضاحي بأنها كانت حلا لمشكلة الطبيعة التي تصاب باختناقات لا يفتحها إلا الدم البشري. الناشر اتحاد الكتاب العرب دمشق 2009. |
| الكوميديا الإلهية        | ما برح عمل "دانتي" الشعري الأساسي "الكوميديا الإلهية" يستنطق الحداثة الشعرية العالمية ويثير في مختلف اللغات الترجمة تلو الأخرى. وقد كتب دانتي نفسه أن عمله قابل لقراءات متعددة، حرفية، ورمزية، شعرية ولاهوتية وأمثولية (أليغورية). إلا أن القراءة الشعرية-الفلسفة هي السائدة اليوم. عن هذا العمل الإبداعي وعن صاحبه يدور الحديث في هذا الكتاب حيث يجد القارئ أولاً تصديراً عاماً وموجزاً يقف فيه فوراً على العناصر الأساسية التي ينبغي معرفتها عن العمل وصاحبه ومكانته في الخلق الشعري، وفيمن تكمن. بعد ذلك سيقف القارئ على مدخل نقدي أو دراسي اعتمد فيه الباحث على عدد من القراءات الكبرى الموضوعة في دانتي و"كوميدياه الإلهية" (بورخيس، ريسيه، جيرار، جاكوتيه، الخ.) وتحمل هذه القراءات أكبر من التعمق والتفصيل. وللقارئ أن يقرأ هذا المدخل قبل قراءة ترجمة الأجزاء الثلاثة بأنشوداتها المائة، أو أن يعود إلى قراءته بعد غوصه في العالم الشعري لدانتي. عن: المؤسسة العربية للدراسات والنشر (2002) |